# Rojstvo
Rojstvo (telitev pri živini in kotitev pri ostalih sesalcih) označuje pri živalih zaključek obdobja zarodka, ko postane osebek neodvisen od materinega telesa oz. zalog, nakopičenih v jajcu, in se začne samostojno gibati ter prehranjevati.
Glede na to, ali pride zarodek iz materinega telesa ali jajca, ločimo živorodnost (viviparnost) in jajcerodnost (oviparnost). Rojstvu iz jajca pravimo tudi izvalitev. Poseben primer je ovoviviparnost pri nekaterih dvoživkah in plazilcih, kjer se faza zarodka začne v jajcu, a se osebek izvali še v materinem telesu in je žival navidez živorodna. Druga znana izjema je pri morskih konjičkih, kjer samica v zelo zgodnji fazi razvoja zarodkov le-te prenese samcu, tako da se mladiči rodijo iz očetovega telesa.